# Comtat de Halland
El Comtat de Halland, o Hallands län, és un comtat o län a la costa oest de Suècia. Correspon a la província històrica de Halland. Fa frontera amb els comtats de Västra Götaland, Jönköping, Kronoberg, Escània i el mar de Kattegat.

## Enllaços externs

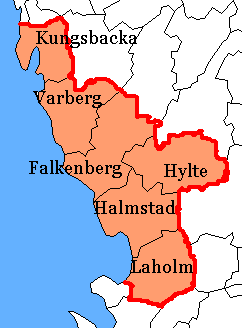
Municipis del comtat

## Municipis
- Kungsbacka (69,352 habitants)
- Varberg (54,676)
- Falkenberg (39,595)
- Hylte (10,377)
- Halmstad (87,900)
- Laholm (23,039)